# Saharci
Saharci (Sahrui, Sahrawi, Saharawi, Sahraouies) su narod nastanjen u područjima zapadnoga dijela pustinje Sahare, južno od Maroka, čije je područje, inače pod okupacijom Maroka, međunarodno priznato kao suverena država Zapadna Sahara. Saharci, inače govornici jezika hassaniya, podrijetlom su od starog arapskog plemena Beni Hassan, koji su se pomiješali s pripadnicima hamitskih plemena Sanhaja (izg. Sanhadža) i stvorili novi narod, točnije plemena poznata kao Sahrawi (Sahrui), odnosno Hassaniya. Istoga su podrijetla i Mauri iz Mauretanije koji se služe istim jezikom. 

## Ime
Ime Saharac (Sahrawi) je došlo od riječi 'Sahra' ili 'Sahara', naziva za najveću pustinju na svijetu, značenje mu je ‘Saharci’; stanovnici Sahare). Ime Hassaniya, došlo je po plemenu Beni Hassan a označava narode Hassaniya i njihov jezik. Saharci, hrvatski naziv koji se javlja za stanovnike Sahare vjerojatno nije ograničen na Sahrawije

## Kultura
Saharci (Sahrawi) su nomadsko stanovništvo s kulturom sličnom beduinskoj, organizirani po plemenima i plemenskim savezima. Žena u društvu ima visoki ugled, uključujući i zadaće borkinje (braniteljice). Saharci danas naseljavaju pustinjska područja južnog Maroka, Zapadne Sahare, sjeverne Mauretanije, prognaničke tabore po Alžiru i na Kanarskim otocima. Podgrupa Mauri (Moors), miješanci su Berbera, Arapa i crnaca. Sve ove skupine ljudi, Maure i Saharce možemo kolektivno nazivati i Hassaniya, a tako i njihov jezik kojim se služe. Negdje od 1300.-ih prodirući Arapi (uglavnom Beni Hassan) izazivaju nevolje s domorodnim Berberima, što je potrajalo negdje do konca 17. stoljeća. 
Hassanije (Mauri i Saharci) kao narod nastaju miješanjem pridošlih Arapa i Berbera, te njihovih robova. Španjolski utjecaj među njima počinje 1904. širenjem Franko-španjolskih granica protektorata. Iste te godine šeik Ma' al-'Aynayn utemeljuje grad Smarnu, nešto istočnije od El-Aaiúna (El Aiún). Španjolski utjecaj na njihov nomadski život je snažan. Kao nomadi na devama oni putuju s mjesta na mjesto ali među njima zato danas možemo pronaći trgovce, te one koji su još ostali ratnicima.
Sadašnje Sahrawi-društvo varira od bogatih do siromašnih i onih koji muku muče po taborima (zbjegovima). Dom Saharaca je šator, obitelj spava na kožama ili pokrivačima. Za vrijeme obroka muškarac uvijek jede prije žene i djece. Većina ih je ipak siromašnih, pa uglavnom imaju po jednu ženu, dok se u bogatih muslimana, po običaju, može naći i do četiri. Što se tiče njihovih samih raznih plemena, ona su uvijek endogamna. Članovi jednog plemena nikada se ne žene izvan svoje zajednice. Poljodjelstvo je u Saharaca veoma ograničeno, prilagođeno je onih 2 inča (5 centimetara) kiše godišnje. Sponjano ropsto kod njih je danas stavljeno izvan zakona, a jedino što su još u mogućnosti proizvesti za izvoz je stoka.
Sahrawijsko (saharsko) društvo je podijeljeno na četiri glavne skupine: 1) ratnici (Hassanes, potječu izravno od Beni Hassana); ‘marabuti’ (marabouts = sveti ljudi); ‘platiše poreza’ (tribute payers), oni što plaćaju porez višim klasama i 4) crni robovi. U prošlosti su ove klasne razlike vrlo jasno obilježavane. 
Hassaniya šator. 

## Novija povijest
Od 1976. godine aneksijom 2/3 Zapadne Sahare (ostatak je anektiran 1979.), bivše Španjolske Sahare tisuće Zapadnih Saharaca bježe pred marokanskom okupacijjom na krajnji jugozapad Alžira, gdje još uvijek žive potpuno ovisni o međunarodnoj humanitarnoj pomoći.
Do aneksije koja je došla 1976. svakako je dovelo proglašenje, od strane Polisarija (Polisario), Saharske Arapske Demokratske Republike, koji je rat za nezavisnost poveo još 1973. Organizacija Afričkog Jedinstva (OAU), priznala je SADR 1984. Par godina kasnije (1991.) završava i rat između Polisarija i Maroka. Maroko i danas nastoji privući izbjeglice da se vrate i postanu marokanski građani, što Sahrawi odbijaju, pa se još nalaze po kampovima u susjednom Alžiru.
9. listopada 2010. godine zbio se jedan od događaja koji su prethodili arapskom proljeću. Skupina mladih Saharaca podigla je prosvjedni kamp Gdeim Izik 12 kilometara jugoistočno od El Aaiúna. Namjeravali su prosvjedovati protiv diskriminacije radne snage, nezaposlenosti, uništavanja resursa i kršenja ljudskih prava.
 U kampu se okupilo od 12 do 20.000 stanovnika. Nepunih mjesec dana poslije kamp je srušen, a marokanske sigurnosne snage su ga evakuirale. Pri toj akciji dio mladih saharačkih civila se usprotivio, a pobuna se uskoro raširila ka El Aaiúnu i drugim gradovima unutar ovog teritorija, rezultat čega je nepoznat broj ozlijeđenih i mrtvih. Nasilje nad Saharcima u posljedicama prosvjeda spominjalo se kao razlog novih prosvjeda koji su izbili mjesecima poslije, nakon što je počelo arapsko proljeće.

## Društvo
Pleme
Pleme. Najveća čvrsta jedinica je pleme koje nosi ime utemeljitelja, a najmanja Ahel', obiteljska jedinica koja se sastoji od 3-4 generacije. Vođa plemena ili 'plemenske frakcije' je Sheik ili Cheij (pl. Shiouk; Chiuj). Svako pleme ima vlastite zakone savjetna tijela (yemaa) a može ući i u savez s drugim plemenima. 
Saharawi (glavna plemena)
Mauri plemena: Brakna (na jugu), Tajakant (na sjeveru), Trarza (na jugu).
Zapadni Saharci: Reguibat (Erghibat), Oulad Delim ([sing. ould] =sinovi), Tekna (Teqna),  Chnagla.

### Nazivi
Za stanovnikâ Vatroslav Rožić navodi nazive Saharac (Saharanin) i Saharka.